# Musculus mentalis
De musculus mentalis of kinspier is een paar spieren in V-vorm die in de kin liggen.De precieze oorsprong is de jugum alveolare van de onderste laterale snijtand met de huid van de kin als aanhechting. Deze pruilen de onderlip naar voren en laten de huid op de kin rimpelen. De musculus mentalis wordt geïnnerveerd door de nervus facialis.
Bij afwijkende slikgewoonten kan de musculus mentalis aangespannen zijn, bij normale slik is deze niet betrokken.